# Ichthyodes floccifera
Ichthyodes floccifera là một loài bọ cánh cứng trong họ Cerambycidae.